# Красногор'є (Котельницький район)
Красного́р'є (рос. Красногорье) — село у складі Котельницького району Кіровської області, Росія. Адміністративний центр Красногорського сільського поселення.

## Населення
Населення становить 329 осіб (2010, 432 у 2002).
Національний склад станом на 2002 рік — росіяни 97 %.

## Історія
Вперше село згадується 1678 року в переписній книзі Котельницького повіту як Красногорський погост. Тоді воно було волосним центром, мало церкву Пресвятої Богородиці Одигітрії. При церкві діяла церковно-парафіяльна школа для дівчат, також працювали земське училище з бібліотекою-читальнею. В селі також діяли прийомний покій на 3 ліжка, фельдшерський пункт та пошта. 1927 року у селі була організована комуна імені Халтуріна, 1929 року — колгосп.